# Pieter Christoffel Wonder
Pieter Christoffel Wonder (Utrecht, 10 gennaio 1780 – Amsterdam, 12 luglio 1852) è stato un pittore olandese, attivo in Inghilterra.

## Biografia

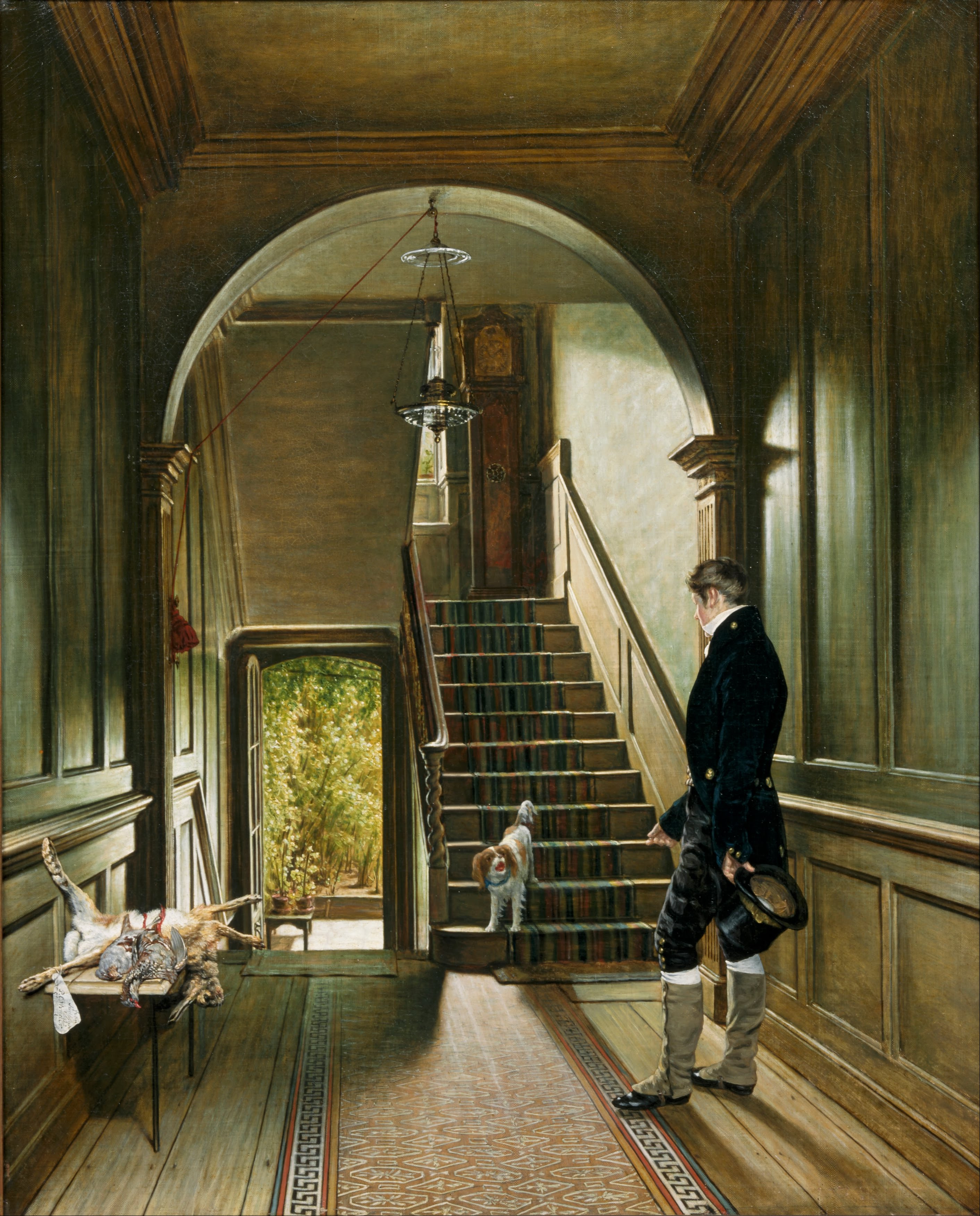
The Staircase of the London Residence of the Painter

Wonder nacque a Utrecht. Fu in gran parte autodidatta, facendo copie degli antichi maestri, anche se tra il 1802 e il 1804 frequentò le lezioni alla Kunstakademie di Düsseldorf. Nel 1807 fondò il "Genootschap Kunstliefde" (Love of Art Society) a Utrecht insieme ad altri artisti tra cui Jan Kobell, e ne è stato direttore.
Dal 1823 al 1831 lavorò in Inghilterra, dove divenne noto come ritrattista. Dipinse, tuttavia, anche alcune scene di interni e copie di opere di Raffaello. Wonder morì nel 1852 ad Amsterdam.